# بنعيسى الجيراري
بنعيسى الجيراري (مواليد سنة 1965) هو ممثل مغربي تخرج من المعهد العالي للفنون المسرحية سنة 1989. مثل في عدة أفلام ومسلسلات مغربية، وقد كانت انطلاقته في مسلسل دواير الزمان.

## أعماله

### أفلام
- 2000: ضفائر (فيلم)
- 2003: رحيل البحر
- 2006: يا له من عالم رائع
- 2004: باب البحر طرفاية
- اللجنة (فيلم)
- 2006: طرائف الأصدقاء (فيلم)
- 2007:الكبش (فيلم)
- 2010: طعم الصداقة (فيلم)
- 2010: شهادة ميلاد (فيلم)
- 2012: أمواج من الشمال
- 2013: كل ما يريده الرجال (فيلم)
- 2017: إشاعة (فيلم)
- 2019: التوفري
- 2020: المفتش معقول (فيلم) [2]
- 2023: الشطاح (فيلم)

### مسلسلات
- 2000: دواير الزمان
- 2002: جنان الكرمة (مسلسل)
- 2006: المستضعفون (مسلسل)
- 2013: راس المحاين (سيتكوم)
- 2014: كنزة فالدوار (سيتكوم)
- 2015: نايضة فدوار (سيتكوم)
- 2017: المدير العام (سيتكوم)
- 2018: الدرب (سيتكوم)
- 2021: قيسارية أوفلا (سيتكوم)
- 2022: لطفي النحيلة

### مسرحيات
- دار الغالية (مسرحية)
- عام النبك (مسرحية)

## روابط خارجية
- بنعيسى الجيراري على موقع IMDb (الإنجليزية)
- بنعيسى الجيراري على موقع قاعدة بيانات الأفلام العربية